# 盛徳寺
盛徳寺（せいとくじ）は岐阜県岐阜市加納奥平町にある臨済宗妙心寺派の寺院で、山号は香林山。加納藩主奥平氏所縁の寺である。
創建不詳。慶長6年（1601年）に加納藩主に封じられた奥平信昌が三河国にあった奥平氏菩提寺を加納に移し、久昌山増端寺とした。その後奥平信昌が没すると住持の月船により荼毘に付されて葬られた。遺骨の一部は高野山に納められたという。更に奥平信昌の正室亀姫が没した際にその墓所を奥平信正の墓の隣に設けた。その際、寺号を亀姫の戒名、盛徳院殿香林慈雲大姉に因み現在の寺号に改めた。奥平氏が改易されると外護者を失い衰微するが、延宝7年（1679年）に卍元師蛮により再興される。卍元師蛮は『延宝伝灯録』や『本朝高僧伝』といった僧侶の伝記を著したことで知られる当代の碩学であった。

## 文化財

### 岐阜市指定文化財
- 絹本着色亀姫像
- 絹本著色奥平信昌像

### 岐阜市指定史跡
- 奥平信昌夫妻墓